# サイ郡
サイ郡（サイぐん）、通称ムアンサイはラオス・ウドムサイ県の県都。

## 名称
伝説によると、1323年 "Takka Sila" 町の Ban Luang Cheng 村の住民が竹を切るために森林の中にいて、釣り道具を作っていると、森林から僧が彼らに向かって来るのが見えた。彼は、ずっと前に瞑想の修行のために森林の中に消えた人物だった。僧は、彼らが何をしていたか村人に尋ねたので、彼らは釣りかごを作っていたと答え、食物を彼に勧めた。その経験から、村人は僧の名前 Paxay のために町の名前を "Takka Sila" から新しく "Muang Xay" と命名した。

## 歴史
1987年、ムアンサイはバンナヒン (Ban Nahin) に代わってウドムサイ県の県都となった。

## インフラ
ウドムサイ県は国道1号線によってルアンパバーンに接続される。
町にはウドムサイ空港 (IATA: ODY, ICAO: VLOS) があり、ラオス国営航空が週に3便ヴィエンチャンに飛んでいる。空港は町の中心から徒歩約10分である。
中国ラオス鉄道ムアンサイ駅が2021年12月に開業した。駅は町中心部より西に三キロ程の所にある。
一般に、ムアンサイは十分な電力供給が与えられている。

## 人口
町の主な住民は低地ラオ族だが、クム族(州全体の人口の約60%を占める)の町への影響は大きい。過去の数年間に、多くのクム族が村からムアンサイまで動きに出て、現在も居住し、金銭を稼ぐ機会のある者は働いている。また、モン族(州全体の人口の15%を占める)は町の景観に大きく影響している。例えば、色とりどりの織物のような典型的なモン族の手芸品が市場の中で販売されている。さらに周囲の村から多くの異なる民族の女性達が、よりよい価格で手芸品を販売するためにしばしば何時間も費やして歩いてはムアンサイの市場に来ている。
県都の学校には周囲の村に住んでいる家庭から、しばしば何キロメートルもある道を自転車や徒歩で子供が通っている。子供の中にはまた、「民族の学校」と呼ばれる遠く離れた村の子供のための寄宿学校で学ぶ子供もいる。
ムアンサイには多くの華僑がおり、レストランや中国人の市場で特徴的な景観を町に与えている。

## 地理・気候
ムアンサイは緑の丘陵の間の山間盆地に位置している。2つの相対する丘が町の両側にそびえており、一方に「ウドムサイ博物館」が、もう一方に塔婆のある仏教寺院がある。
ウドムサイ県は、適度のモンスーン気候である。高地のため年間の気温差があり、他のラオス北部と同じように、気温の低い乾期がある。
年間の降水量は約 1,900mm–2,600mm。2、3月の平均温度は摂氏18-19度で、4月から5月には摂氏31度以上になる。
10月から1月までの特に気温の低い数カ月間は、昼夜の気温差が大きい。丘と山に囲まれた場所のため、夜から朝までは霧が町を覆い、日光を遮る。日中に霧は晴れ始め、乾期に気温が上昇するのは正午前後である。
Nam Kor 川がムアンサイを通って流れている。